# Telebasis filiola
Telebasis filiola är en trollsländeart som först beskrevs av Perty 1834.  Telebasis filiola ingår i släktet Telebasis och familjen dammflicksländor. Inga underarter finns listade i Catalogue of Life.